# 枕動脈
枕动脉是外颈动脉的一个分支，为头皮后部、胸锁乳突肌以及背部和颈部的深层肌肉提供血液供应。

## 结构

### 起源
枕动脉起源于外颈动脉的后部，距外颈动脉起点约 2 厘米。 

### 流向与流域
在其起源处，舌下神经（CN XII）在前部浅表地穿过穿过枕动脉。 
枕动脉随后向上方深入至二腹肌后腹，并穿过颈内动脉和静脉、迷走神经 (CN X) 、副神经 (CN XI)和舌下神经 (CN XII) 。 
接下来，枕动脉上行至寰椎横突与颞骨乳突之间，水平向后穿过，流经头外侧直肌、上斜肌和头半棘肌表面，在并颞骨乳突表面形成被胸锁乳突肌、头夹肌、头最长肌、二腹肌所覆盖的凹槽。
最后，枕动脉改变路线，垂直向上，穿过连接斜方肌颅附着部与胸锁乳突肌的筋膜，在头皮浅筋膜内曲折上升，分成无数分支。其分支最高可达颅骨顶点与耳后动脉，与颞浅动脉的部分流域相重合。

### 分支与血液供应
枕动脉共有五个分支：
1. 胸锁乳突支：该支在颈动脉三角内分为上支和下支。其中，上支伴随副神经到达胸锁乳突肌，而下支在进入胸锁乳突肌之前在枕动脉起点附近产生。有时，该分支直接源自颈外动脉。
2. 脑膜支：供应后颅窝的硬脑膜。
3. 枕支：为后脑的枕骨提供血液供应。
4. 耳支：供应耳后部。在许多标本中，该分支产生乳突分支，供应硬脑膜、板板和乳突气室。在某些标本中，该供应区域是由胸锁乳突支，而不是耳支来完成。
5. 下降支：枕动脉最大的分支。该分支下降到颈部的后部，分为浅部和深部。浅部负责供应斜方肌并与颈横肌的升支吻合，而深部与椎动脉在颈深部的一个分支吻合。因此，枕动脉的分支得以参与颈外动脉与锁骨下动脉之间的吻合，从而提供侧支循环。 [2]

枕动脉也为二腹肌、茎舌骨肌、夹肌和头长肌供血。
枕动脉末端部分伴有枕大神经。

## 附加图片

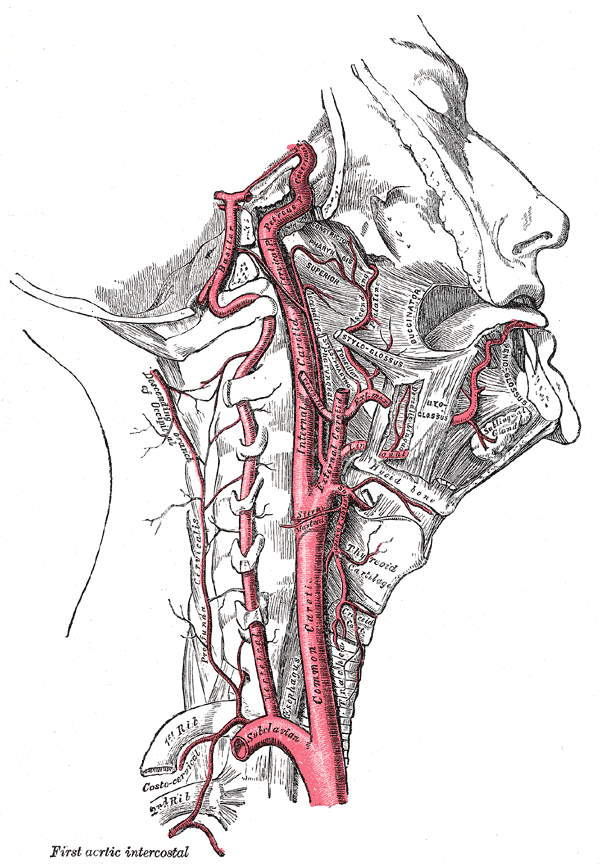
从右侧看内劲动脉及其分支
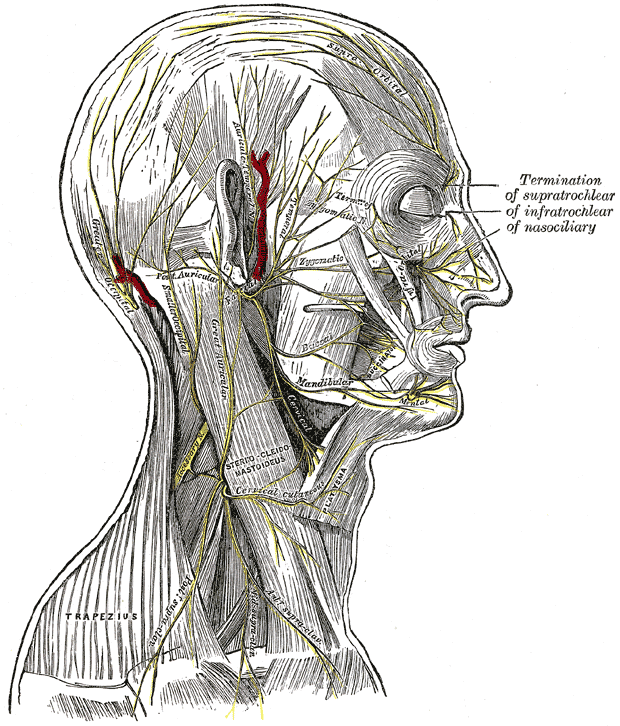
面部，颈部与头部的神经
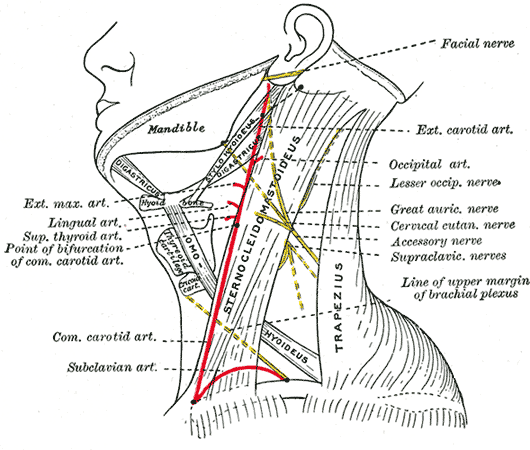
颈部之侧解剖图
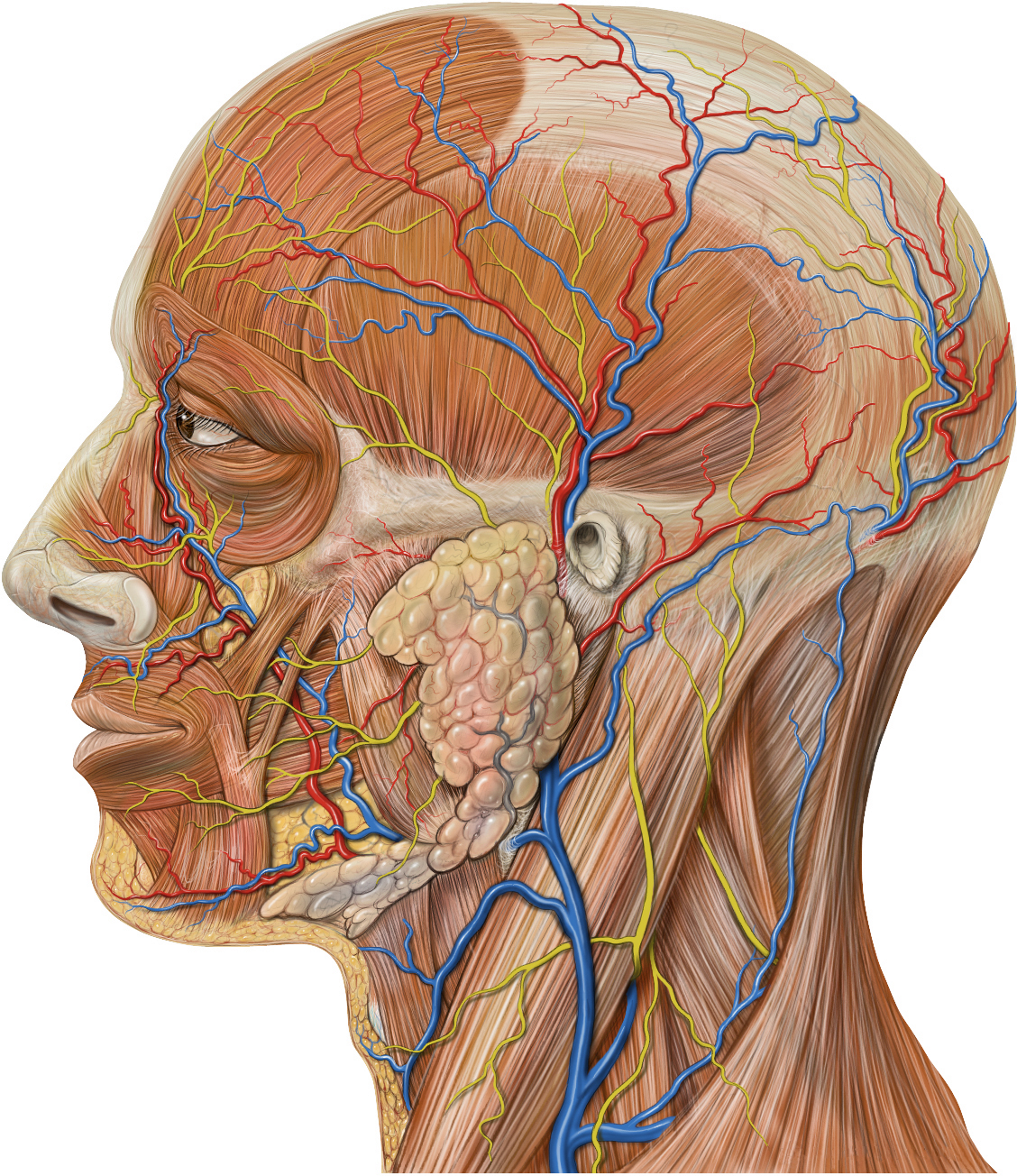
头部之侧解剖图示